# Ramsen (Svizzera)
Ramsen (toponimo tedesco) è un comune svizzero di 1 371 abitanti del Canton Sciaffusa.